# Großsteingrab Wrząca
Das Großsteingrab Wrząca (auch Großsteingrab Franzen genannt) ist eine megalithische Grabanlage der jungsteinzeitlichen Trichterbecherkultur bei Wrząca (deutsch Franzen), einer Ortschaft der Gmina Kobylnica (deutsch Kublitz) in der Woiwodschaft Pommern in Polen. Es trägt die Sprockhoff-Nummer 580.

## Lage
Das Grab befindet sich etwa 3,5 km südöstlich von Wrząca auf einem Feld. 180 m südöstlich liegt das Großsteingrab Zagórki (Großsteingrab Sagerke).

## Beschreibung
Die Anlage besitzt eine nordost-südwestlich orientierte Grabkammer, bei der es sich um einen Großdolmen handelt. Sie hat eine Länge von 3,2 m und eine Breite von 0,9 m. Ernst Sprockhoff konnte bei seiner Aufnahme im Jahr 1934 noch alle vier Wandsteine der nordwestlichen und den südlichsten der südöstlichen Langseite sowie die beiden Abschlusssteine an den Schmalseiten feststellen. Die übrigen Wandsteine der Südostseite und sämtliche Decksteine fehlten. Die meisten erhaltenen Steine standen noch in situ, nur die beiden mittleren Steine der Nordwestseite waren nach innen geneigt. Die Kammer war bis zur Kante der Wandsteine in die Erde eingetieft. Eine steinerne Umfassung konnte nicht festgestellt werden. Der aktuelle Zustand der Anlage ist unklar.